# Garnwerd
Garnwerd (Gronings: Garwerd) is een wierdedorp aan het Reitdiep in de gemeente Westerkwartier in de Nederlandse provincie Groningen. Het heeft een oppervlakte van 18 hectare en een inwonertal van 340 (volgens CBS-opgave van 2023). Het postcodegebied Garnwerd had in 2012 in totaal 470 inwoners. Hieronder tellen ook Oostum en Wierumerschouw mee. Garnwerd heeft de status van beschermd dorpsgezicht.

## Beschrijving
Vroeger lag de wierde van Garnwerd op een soort schiereiland tussen het Reitdiep en het Aduarderdiep. Door kanalisatie kwam het Reitdiep vanaf 1629 dichter bij het dorp te liggen; vanaf 1631 verzorgde een veerman vanaf zijn veerhuis op de dijk de overtocht met de afgesneden boerderijen en landerijen bij de Raken, Klein Garnwerd en Alinghuizen (de Garnwerderhoek). Uit verzamelde informatie (een kaart uit 1750 van Theodorus Beckeringh, de kadasterkaart van 1832 en een notariële akte uit 1836 van de familie Hammingh) blijkt dat tussen 1631 en 1750 naast het eerste veerhuis een groter veerhuis (2e), tevens logement is gebouwd. De familie Hammingh nam in 1835 de exploitatie van veer, logement, boerderij en scheepssloperij over en bouwde na afbraak van het 2e veerhuis in 1876 op dezelfde locatie een nieuw pand (3e) maar nu met bovenverdieping (het huidige "Café Hammingh"). De bovenzaal was noodzakelijk om aan de behoefte van verenigingen en vergaderingen te voldoen.
1876 was tevens het jaar dat door aanleg van zeesluizen bij Zoutkamp, het Reitdiep tot aan de stad, in het vervolg gevrijwaard bleef van eb en vloed. In 1887 werd het bootveer vervangen door een pontveer uit Wierumerschouw nadat aldaar een draaibrug was gebouwd.
Café Hammingh op de dijk aan het Reitdiep werd een van de bekendste gebouwen van het dorp en in de regio; het vormde een geliefd studieobject voor De Ploeg-schilders als Jan van der Zee, Johan Dijkstra en George Martens.
In 1933 kwam er een brugverbinding over het Reitdiep, waardoor het veer overbodig werd. De brug over het Aduarderdiep bij Schifpot werd op 25 maart 1939 geopend. In 2002 werd een sloopvergunning aangevraagd voor de doorrit wegens instortingsgevaar. Dankzij een lening uit het Restauratiefonds en een provinciale subsidie werd de doorrit in 2007 gerestaureerd.
Het dorp heeft een basisschool en een kerk. Tegenwoordig is Garnwerd een pleisterplaats voor (vaar)recreanten en toeristen. Garnwerd is aantrekkelijk vanwege de horeca aan het Reitdiep en het recreatiecentrum Garnwerd. Eenmaal per jaar wordt in de zomer het meerdaagse feest 'Garnwerd Grandioos' gevierd.
De inwoners van het dorp hebben de bijnaam "Görtvreters". Dit voert terug op een oude legende van een scheepsjager die zich op een keer overat in een bord met gort. Het dorp heeft een eigen volkslied en een eigen vlag.

## Herindeling
Garnwerd is deel van de streek Middag-Humsterland. Tot 1990 was het dorp deel van de toenmalige gemeente Ezinge. In dat jaar ging Ezinge op in de toenmalige gemeente Winsum, terwijl de rest van Middag-Humsterland werd ingedeeld bij de toenmalige gemeente Zuidhorn. Tijdens het herindelinsgproces in de periode 2013-16 in de provincie Groningen gaven veel bewoners van de streek aan dat de verdeling over twee gemeenten achteraf geen goed idee was geweest. Daarop besloten zowel de gemeente Zuidhorn als de gemeente Winsum voor hun deel van Middag-Hunsterland een referendum te houden waarbij de bewoners konden aangeven wat hun voorkeur zou hebben. De overgrote meerderheid koos voor aansluiting bij de nieuwe gemeente Westerkwartier in plaats van Het Hogeland waarin de rest van de gemeente Winsum opgaat.

## Bezienswaardigheden
- De 13e-eeuwse Sint-Ludgerkerk met een 18e-eeuwse toren. Het orgel uit 1809 is gebouwd door Lambertus van Dam. De kerk is eigendom van de Stichting Oude Groninger Kerken.
- Bij de brug over het Reitdiep bevindt zich de korenmolen De Meeuw, een stellingmolen uit 1851.
- Bij de molen stond een sarrieshut uit 1628, deze is echter afgebroken.
- Het dorp is bekend vanwege de Burgemeester Brouwersstraat, het smalste voor auto's toegankelijke straatje van Nederland.[5]
- Het Pieterpad loopt langs Garnwerd.

## Bekende inwoners
Geboren
- Pieter van Os (1971), schrijver en journalist

Wonend
- Fritzi Harmsen van Beek, schrijfster, dichteres en tekenares (van 1971 tot 2007)
- Jon Gardella, Amerikaans beeldend kunstenaar

## Fotogalerij

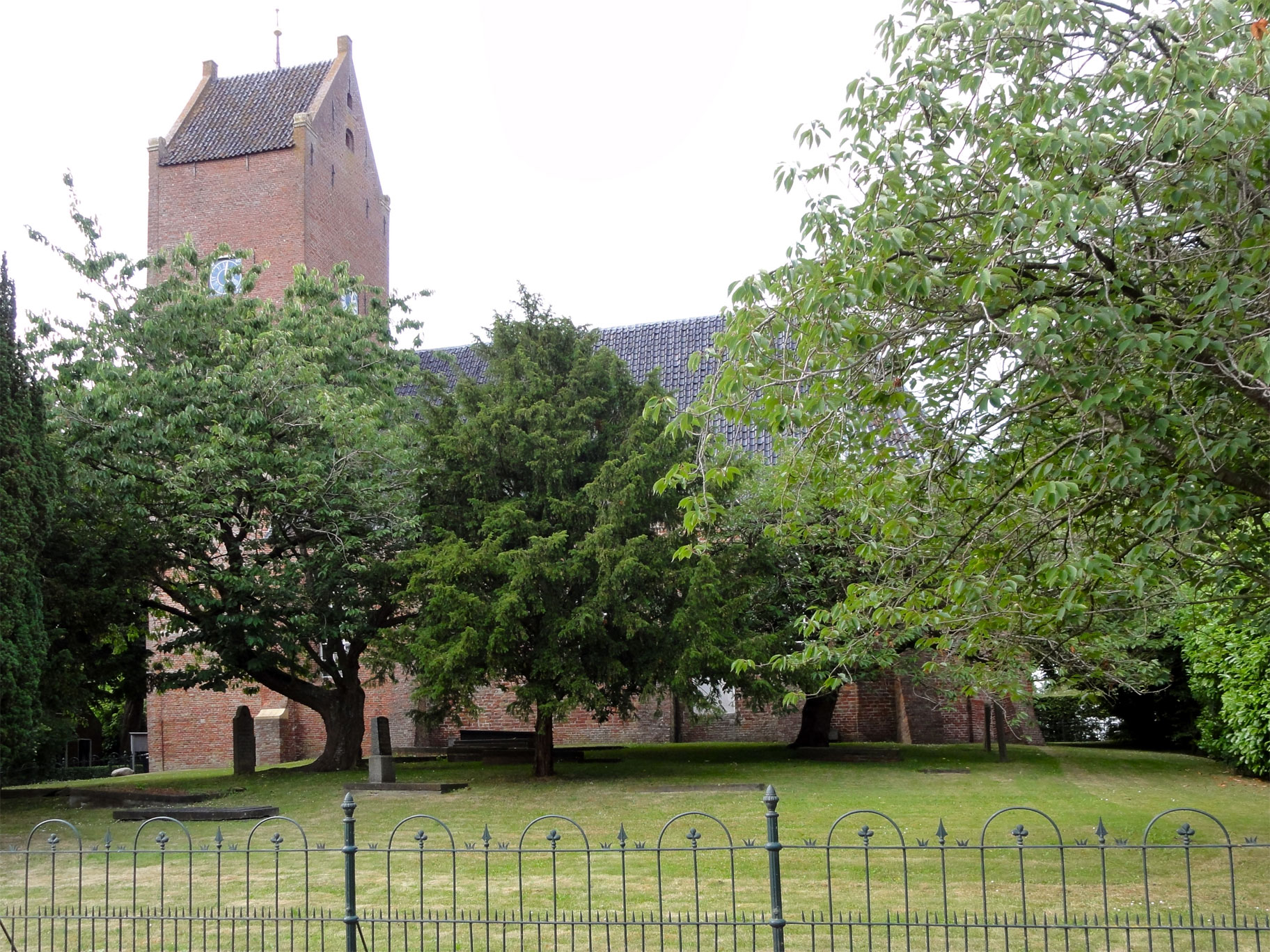
Exterieur Sint-Ludgerkerk.
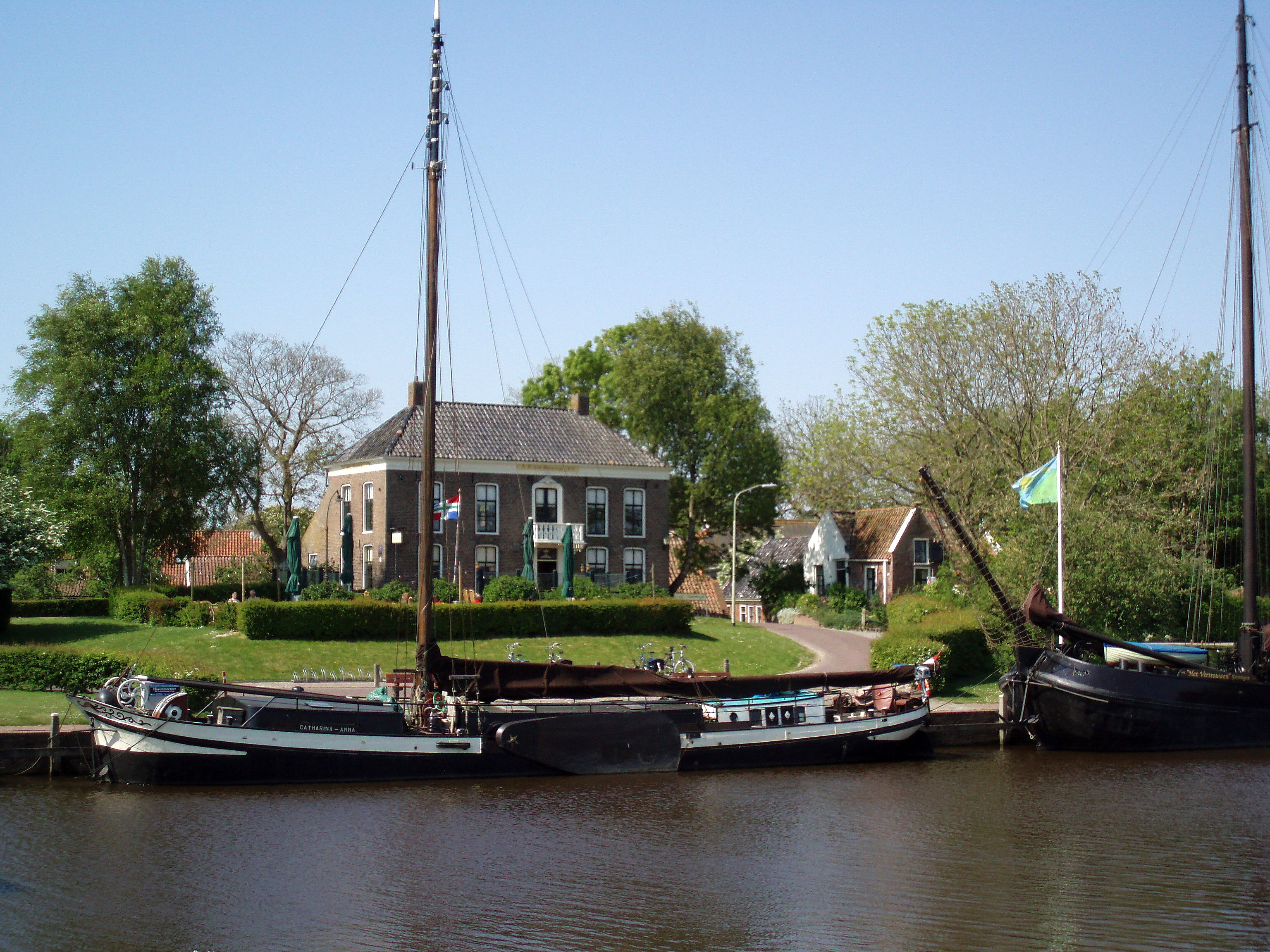
Het Reitdiep met café Hammingh, het vroegere veerhuis.
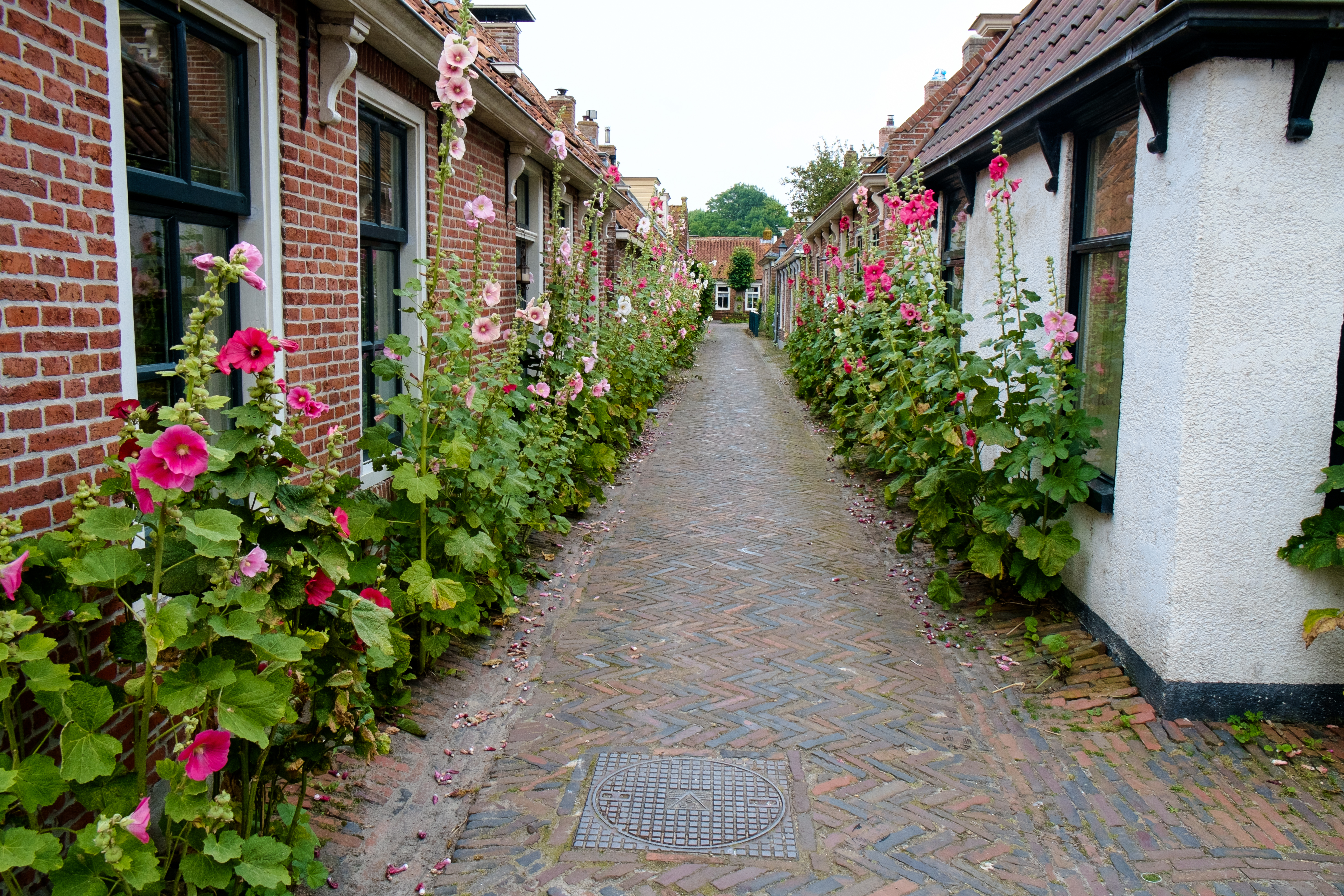
Burg. Brouwersstraat met stokrozen
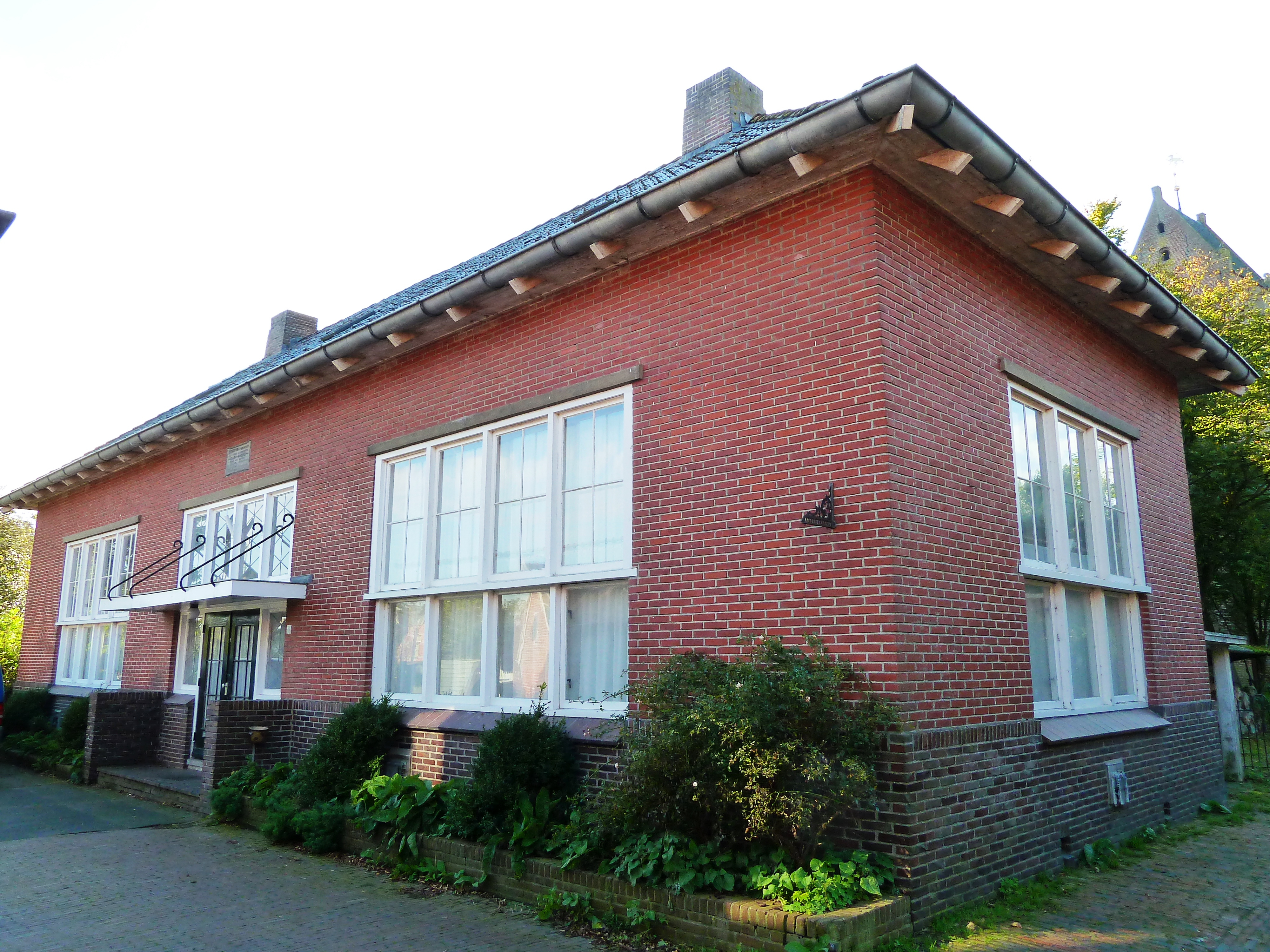
Het voormalige schooltje van Garnwerd uit 1875.
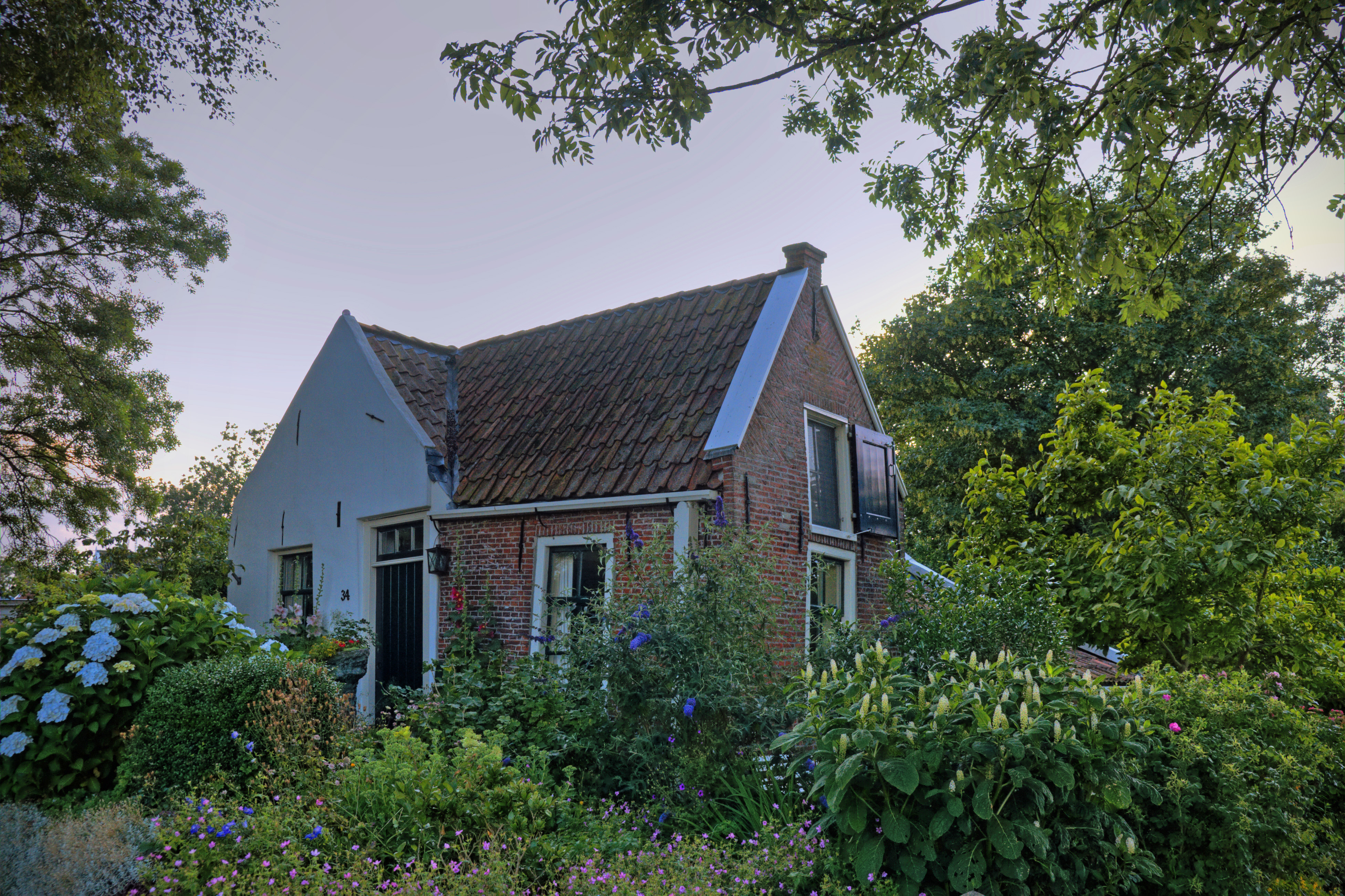
Dijkhuisje.
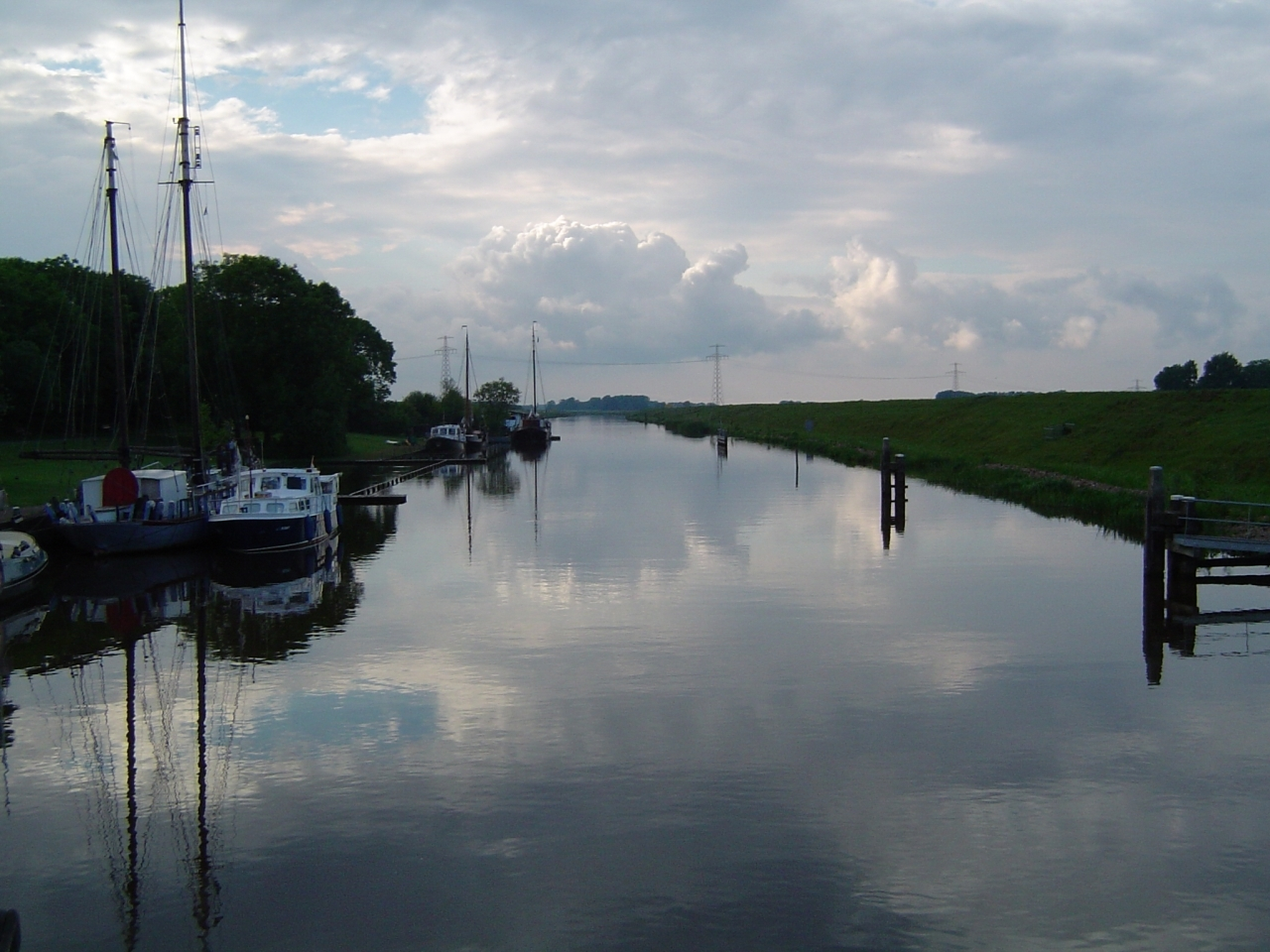
Reitdiep vanaf de brug bij Garnwerd
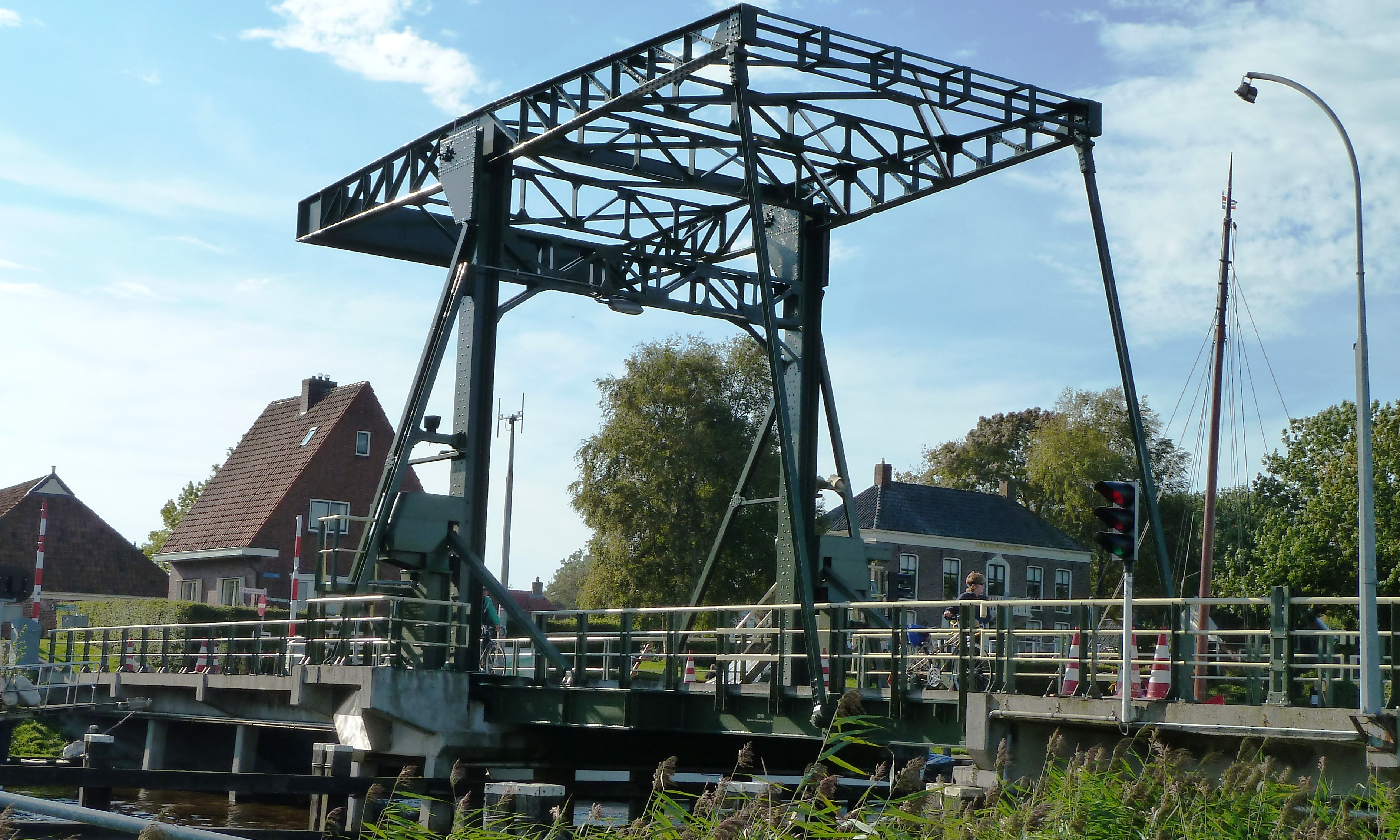
De ijzeren ophaalbrug over het Reitdiep te Garnwerd
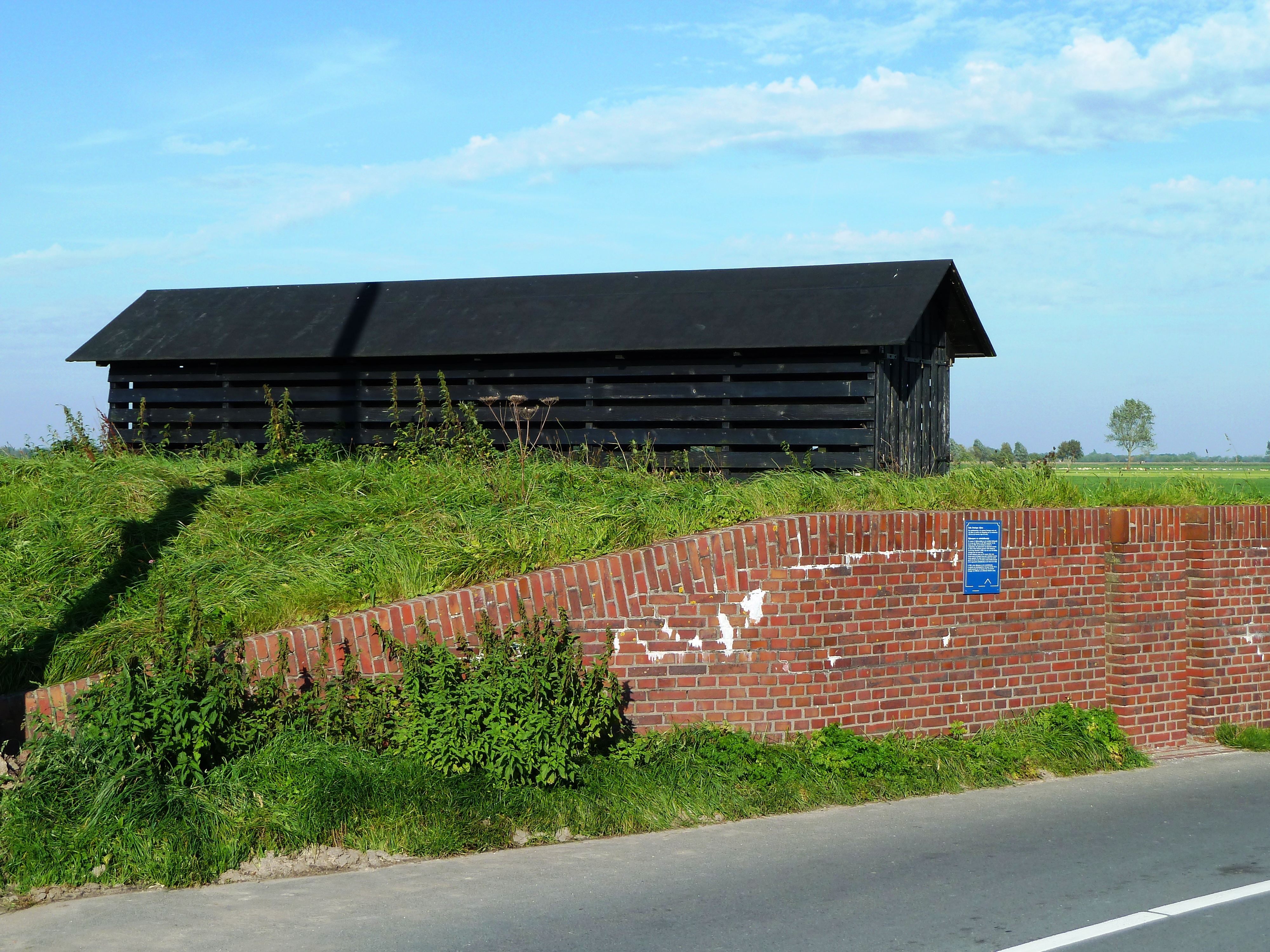
Schotbalkhuisje bij de oostelijke dijkcoupure in Garnwerd

## Monumenten
Een deel van Garnwerd is een beschermd dorpsgezicht. Verder zijn er in het dorp enkele tientallen rijksmonumenten.